# Ordre de la Couronne de Wende

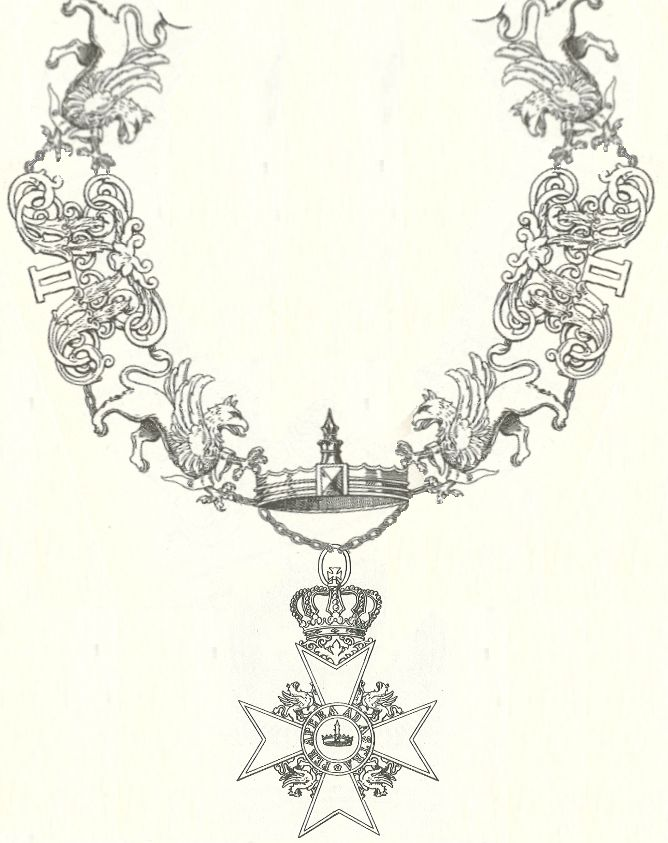
Collier de l'ordre de la maison de Mecklembourg-Schwerin.

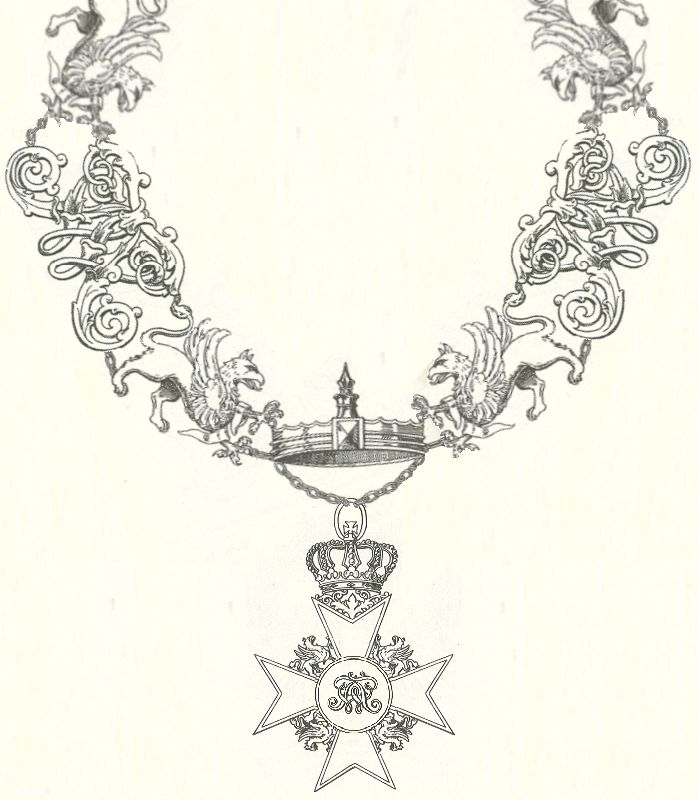
Collier de l'ordre de la maison de Mecklembourg-Strelitz.

L'ordre de la Couronne de Wende est un ordre honorifique crée le 12 mai 1864 par les deux grands-ducs de Mecklembourg, Frédéric-François II et Frédéric-Guillaume, en tant que "témoignage honorable de la reconnaissance et du respect très préférentiels et du respect de mérites particuliers". L'ordre est attribué par les grands-ducs de Mecklembourg-Schwerin et de Mecklembourg-Strelitz.

## Classes de l'ordre
L'ordre comprend quatre classes, la 1re classe se divisant en deux classes :
- Grand-croix
  - avec la couronne en métal
  - avec la couronne en or
- Grand-commandeur
- Commandeur
- Chevalier

En outre, il y a une croix de mérite distincte en or et en argent comme insigne d'honneur.
Le nombre de membres de l'ordre est limité, à l'exception des membres de la maison grand-ducale:
- Grand-croix: Schwerin 10, Strelitz 3
- Grand-commandeur: Schwerin 25, Strelitz 6
- Commandeur: Schwerin 55, Strelitz 10
- Chevalier: Schwerin 80, Strelitz 20

Pour attribuer la dignité de grand-croix à des personnes d'un État non princier, il est nécessaire de porter le titre d'excellence ou de rang égal. Les grand-commandeurs ne pouvaient recevoir que des personnalités au moins du rang de général major. Fondamentalement, l'adhésion à l'ordre est limité à l’une des confessions chrétiennes reconnues dans l'Empire allemand, cependant, la grand-croix a été attribuée, par exemple au sultan Abdülaziz.

## Symboles de l'ordre

Symboles de l'ordre, dont la devise Per aspera ad astra

Le bouclier d'ordre contient au centre la couronne de Wende, dans la Grand-croix avec la couronne en minerai et dans toutes les autres classes en or. Le bouclier est entouré d'un cerceau émaillé rouge portant la devise Per aspera ad astra (Mecklembourg-Schwerin) et Avito viret honore (Mecklembourg-Strelitz). Dans les grandes-croix, le bouclier est entouré par une étoile à quatre branches plus petite, à huit branches et portée sur la poitrine gauche.
Après une modification statutaire de février 1916, les épées sont ajoutées à la 1re classe de l'ordre.